# 盖罗达
盖罗达是德国巴伐利亚州的一个市镇。总面积16.80平方公里，总人口908人，其中男性454人，女性454人（2011年12月31日），人口密度54人/平方公里。